# Каменсько
Ка́менсько (болг. Каменско) — село в Бургаській області Болгарії. Входить до складу общини Сунгурларе.

## Населення
За даними перепису населення 2011 року у селі проживали 0 осіб.
Динаміка населення: